# Un fantasma enamorat
Un fantasma enamorat (títol original en anglès Truly, Madly, Deeply) és una pel·lícula britànica dirigida per Anthony Minghella estrenada el 1990 (a la TV), i a sales de cinema el 1991. Aquesta pel·lícula ha estat doblada al català.

## Argument
Nina, als quaranta anys, resta inconsolable des de la mort de Jamie, el seu marit violoncel·lista. Un dia, tanmateix, aquest reapareix, com si res no hagués passat. Però aviat, esdevé "invasor", imposant a Nina la presència d'amics músics, fantasmes com ell, amb els quals improvisa concerts i mira vídeos. Alhora, Nina troba un treballador social, Mark, de qui s'apassiona i recíprocament. Jamie comprèn mentrestant que és hora de "desaparèixer" definitivament.

## Al voltant de la pel·lícula
És la primera pel·lícula d'Anthony Minghella, el tema de la qual s'acosta al de Ghost (1990). Si bé no té els mitjans tècnics ni les mateixes expectatives comercials, Un fantasma enamorat  obté a la seva estrena un bon èxit de públic i crítica, a què va contribuir Alan Rickman, que ja va destacar el 1988 a Die Hard. Minghella coneixerà després un èxit més gran amb El pacient anglès (1996).

## Repartiment
- Juliet Stevenson: Nina
- Alan Rickman: Jamie
- Bill Paterson: Sandy
- Michael Maloney: Mark
- Jenny Howe: Burge
- Carolyn Choa: L'intèrpret
- Christopher Rozycki: Titus
- David Ryall: George
- Keith Bartlett: Plumber
- Stella Maris: Maura
- Ian Hawkes: Harry
- Deborah Findlay: Claire
- Vania Vilers: El francès
- Arturo Venegas: Roberto
- Richard Syms: Symonds
- Mark Long: Isaac
- Teddy Kempner: Freddie
- Graham DuFresne: Pierre
- Frank Baker: Bruno
- Tony Bluto: Anthony

## Premis
- 1992: BAFTA al millor guió original